# Marciac
Marciac je francouzská obec v departementu Gers v regionu Midi-Pyrénées. V roce 2009 zde žilo 1 234 obyvatel. Je centrem kantonu Marciac.